# Shanxichong Shuiku
Shanxichong Shuiku är en reservoar i Kina. Den ligger i provinsen Hubei, i den centrala delen av landet, omkring 270 kilometer väster om provinshuvudstaden Wuhan. Shanxichong Shuiku ligger 105 meter över havet. Arean är 1,3 kvadratkilometer. Trakten runt Shanxichong Shuiku består till största delen av jordbruksmark. Den sträcker sig 2,5 kilometer i nord-sydlig riktning, och 1,4 kilometer i öst-västlig riktning.
Genomsnittlig årsnederbörd är 1 313 millimeter. Den regnigaste månaden är maj, med i genomsnitt 197 mm nederbörd, och den torraste är december, med 17 mm nederbörd.